# Lista de castros de Portugal
Esta é uma lista de castros e povoados fortificados de Portugal:

## Distrito de Aveiro
- Castro de Ovil, Paramos, Espinho.
- Castro do Monte Valinhas, Santa Eulália, Arouca.
- Castro de Ossela, Ossela, Oliveira de Azeméis.
- Castro de Fiães, Fiães, Santa Maria da Feira.
- Castro de Romariz, Romariz, Santa Maria da Feira.
- Castro de Ul, Ul, Oliveira de Azeméis.
- Castro Calbo, Cesar, Oliveira de Azeméis.

## Distrito de Beja
- Povoado fortificado em Outeiro do Circo, (Mombeja/Beringel)[1]  (um dos maiores, 17 hectares, 1200-800 a.C)
- Povoado das Mesas do Castelinho, Santa Clara-a-Nova, Almodôvar.
- Castro de Castro Verde, Castro Verde, Castro Verde.
- Castro da Azougada, Moura (São João Baptista), Moura.
- Castro dos Ratinhos ou Outeiro dos Castelos, Moura (São João Baptista), Moura.
- Castro de Cola ou Cidade de Marrachique, Ourique, Ourique.
- Castro de São Bernardo, Moura
- Cerro da Mangancha, Aljustrel

## Distrito de Braga
Concelho de Barcelos:
- Castro de Carmona ou Povoado Fortificado de Carmona, Barcelos.
- Monumento castrejo de Santa Maria de Galegos com forno, Santa Maria de Galegos, Barcelos.
- Castro de Monte Castro ou Povoado fortificado de Monte Castro, Carapeços , Barcelos.

Concelho de Braga:
- Castro de Monte Redondo ou Castro Monte Cossourado, Guisande, Braga.
- Castro Máximo ou Monte do Castro, São Vicente, Braga.
- Castro do Monte da Consolação, Nogueiró, Braga.
- Castro Santa Marta das Cortiças, Esporões, Braga

Concelho de Esposende:
- Castro de São Lourenço, Vila Chã, Esposende(encontra-se em escavações);
- Cividade de Belinho, Belinho, Esposende (intervencionado);
- Castro do Sr. dos Desamparados, Palmeira de Faro, Esposende (encontra-se em escavações);
- Outeiro dos Picotos, Gemeses, Esposende;
- Castro de Nossa Senhora da Paz, Belinho, Esposende.

Concelho de Fafe:
- Castro de Santo Ovídio, Fafe, Fafe.

Concelho de Guimarães:
- Citânia de Sabroso, Sande, Guimarães.
- Citânia de Briteiros, Salvador de Briteiros, Guimarães.

Concelho da Póvoa do Lanhoso:
- Estação lusitano-romana de Póvoa do Lanhoso, Póvoa de Lanhoso (Nossa Senhora do Amparo), Póvoa de Lanhoso.

Concelho de Terras do Bouro:
- Ruínas da Calcedónia, Covide, Terras de Bouro.
- Estância arqueológica do Chelo, Vilar da Veiga, Terras de Bouro.

Concelho de Vieira do Minho:
- Monte do Castelo, Rossas, Vieira do Minho.

Concelho de Vila Nova de Famalicão:
- Castro das Eiras ou Monte das Eiras, incluindo balneário/termas, Pousada de Saramagos, Vila Nova de Famalicão.
- Castro de São Miguel-o-Anjo ou Estação arqueológica de São Miguel-o-Anjo, Calendário, Vila Nova de Famalicão.
- Castro do Monte das Ermidas ou Castelo das Ermidas, Jesufrei, Vila Nova de Famalicão.
- Castro da Santa Cristina, São Martinho do Vale, Vila Nova de Famalicão.
- Castro de Vermoim, Vermoim, Vila Nova de Famalicão.

Concelho de Vila Verde:
- Citânia de São Julião de Caldelas, Ponte, Vila Verde.
- Castro de Barbudo ou Monte do Castelo, Barbudo, Vila Verde.

## Distrito de Bragança
- Castro de Sacóias, Baçal, Bragança.
- Castro de Gimonde ou Arrabalde de Gimonde, Gimonde.
- Castro de Ciragata ou Cidadelhe, Parada, Bragança.
- Castro de Aldeia Nova, Miranda do Douro, Miranda do Douro.
- Castro de Vale de Águia, Castrilhouço ou Castrilhouço de Vale de Águia, Miranda do Douro, Miranda do Douro.
- Torre de D. Chama (torre) ou Castro de São Brás, Torre de Dona Chama, Mirandela.
- Castro de São Juzenda, Múrias, Mirandela.
- Castro Vicente ou Castro de Vila Velha, Castro Vicente, Mogadouro.
- Povoado de Baldoeiro ou Castro de Baldoeiro, Adeganha, Torre de Moncorvo.
- Cabeço de Alfarela, Torre de Moncorvo, Torre de Moncorvo.
- Ciradelha, Vinhais.
- Castrilhão, Rio de Fornos, Vinhais.

## Distrito de Castelo Branco
- Castro da Chandeirinha de Belmonte, Belmonte, Belmonte.
- Castro do Castelo em Monforte da Beira e  Minas Proto-históricas de extracção de minério
- Estação arqueológica do Monte de São Martinho ou Castro do Monte de São Martinho, Castelo Branco, Castelo Branco.
- Castro de Orjais e ruínas de uma construção junto à capela de Nossa Senhora das Cabeças, Orjais, Covilhã.
- Castro da Covilhã Velha, Vale de Prazeres, Fundão.

## Distrito de Coimbra
- Castro da Lomba do Canho, Secarias, Arganil.
- Castro de Santa Olaia ou Castro de Santa Eulália, Ferreira-a-Nova, Figueira da Foz.
- Castro de São Cosme, Ervedal e Vila Franca da Beira, Oliveira do Hospital.

## Distrito de Évora
- Castro de Castelo Velho, São Pedro (Terena), Alandroal.
- Povoado fortificado e Santuário de Endovélico, São Pedro (Terena), Alandroal.
- Sítio arqueológico de Castelos de Monte Novo ou Cidade de Cuncos, São Manços, Évora.

## Distrito de Faro
- Povoado Calcolítico do Cerro do Castelo de Santa Justa, Martim Longo, Alcoutim.

## Distrito da Guarda
- Povoação do Colmeal, Colmeal, Figueira de Castelo Rodrigo.
- Castro de Santiago, Figueiró da Granja, Fornos de Algodres.
- Castro de Tintinolho, Faia, Guarda.
- Castro do Jarmelo, São Pedro de Jarmelo, Guarda.
- Castelo Velho de Freixo de Numão, Vila Nova de Foz Côa.
- Castro de São Romão, Seia.

## Distrito de Lisboa
- Castro do Zambujal, Torres Vedras.
- Estação Eneolítica de Leceia, Oeiras.

## Distrito de Porto
- Castro de São Domingos, Cristelos, Lousada.
- Castro dos Arados ou Alto de Santiago, Alpendurada e Matos, Marco de Canaveses.
- Castro do Guedes ou de Baiza
- Castro do Monte Castelo de Guifões ou Monte Castelo, Guifões, Matosinhos.
- Castro da Serra do Muro de Vandoma, Vandoma, Paredes.
- Castro de Monte Mozinho, Citânia do Monte Mósinho ou Cidade Morta de Penafiel, Oldrões, Penafiel.
- Castro do Monte Padrão ou antigo Castro do Monte Córdova, Monte Córdova, Santo Tirso.
- Castro de Santa Margarida, São Mamede de Negrelos, Santo Tirso.
- Castro de Alvarelhos ou Castro de São Marçal, Alvarelhos, Trofa.
- Cividade de Terroso, Terroso, Póvoa de Varzim.
- Cividade de Bagunte ou Citânia de Bagunte, Bagunte, Vila do Conde.
- Citânia de Sanfins, freguesia de Sanfins de Ferreira, município de Paços de Ferreira.

## Distrito de Portalegre
- Castro de Santa Vitória, Campo Maior.

## Distrito de Santarém
- Castro de São Miguel de Amêndoa, Amêndoa, Mação.
- Castelo Velho, Mação.

## Distrito de Setúbal
- Castro de Chibanes, Palmela.
- Castro de Sesimbra, Sesimbra.
- Monte da Tumba, no Torrão, Alcácer do Sal.

## Distrito de Viana do Castelo
- Castro de Vilar, Aboim das Choças, Arcos de Valdevez.
- Castro de Ázere, Ázere Arcos de Valdevez.
- Povoado castrejo de Alvora, Alvora, Arcos de Valdevez.
- Castro de Cendufe, freguesia de Cendufe, Arcos de Valdevez.
- Cividade de Âncora ou Castro da Cividade, freguesia de Âncora, Caminha.
- Castro do Coto da Pena, freguesia de Vilarelho, Caminha.
- Castro de Melgaço ou Castro da Cividade de Paderne, Paderne, Melgaço.
- Castro de São Caetano, Longos Vales, Monção.
- Castro de São Martinho ou Povoado fortificado da Portela da Bustarenga, Coura, Paredes de Coura.
- Castro do Coto de Ouro ou Alto da Cidade, Romarigães, Paredes de Coura.
- Cividade do Cossourado ou Castro do Monte da Cidade, Cossourado, Paredes de Coura.
- Castro do Formigoso, ruínas na Bouça do Monte do Crasto, Estorãos, Ponte de Lima.
- Castro de Trás de Cidades, Vitorino dos Piães, Ponte de Lima.
- Castro do Alto das Valadas, Vitorino dos Piães, Ponte de Lima.
- Castro do Cresto, Vitorino dos Piães, Ponte de Lima.
- Monte do Castelo do Neiva ou Castro de Moldes.
- Castro da Corôa, Carreço, Viana do Castelo.
- Castro do Vieito, Perre, Viana do Castelo.
- Castro de Sabariz, Vila Fria, Viana do Castelo.
- Povoado Fortificado de Carmona ou Caramona ou Carbona ou Cramona, Carvoeiro, Viana do Castelo.
- Castro de Roques, Vila de Punhe, Vila Franca e Subportela

## Distrito de Vila Real
- Castro do Pópulo ou Castro da Touca Rota, Pópulo, Alijó.
- Castro de Cabeço, Granja, Boticas.
- Castro da Giestosa ou Castro do Souto da Lama, Dornelas, Boticas.
- Castro de Carvalhelhos ou Castelo dos Mouros, Beça, Boticas.
- Castro de Lesenho ou Outeiro Lesenho, Covas do Barroso, Boticas.
- Castro de Santiago do Monte ou Crastas de Santiago, Nogueira da Montanha, Chaves.
- Castro de Loivos ou Castro Muradal, Loivos, Chaves.
- Castro de Cidadelhe, Cidadelhe, Mesão Frio.
- Castro de Crastoeiro, Mondim de Basto, Mondim de Basto.
- Castro do Pedrário, Sarraquinhos, Montalegre.
- Castro de São Romão ou Castelo de São Romão, Viade de Baixo, Montalegre.
- Castro de Palheiros, Palheiros, Murça.
- Castro da Cerva ou Monte do Castelo, Cerva, Ribeira de Pena.
- Castro de Sabrosa ou Castelo dos Mouros, Sabrosa, Sabrosa.
- Castro de Vilarandelo ou Alto da Muradela, Vilarandelo, Valpaços.
- Castro de Vilanova ou Alto da Cerca, Santiago da Ribeira de Alhariz, Valpaços.
- Castro de Ribas ou Alto da Cerca, Algeriz, Valpaços.
- Castro da Lama de Ouriço ou Cabeço da Muralha, Alvarelhos, Valpaços.

## Distrito de Viseu
- Castro do Cabeço dos Mouros, Cabril, Castro Daire.
- Muralha das Portas de Montemuro (ruínas) vidé Cinfães, Parada de Ester, Castro Daire.
- Castro do Bom Sucesso, Chãs de Tavares, Mangualde.
- Citânia da Raposeira, Mangualde, Mangualde.
- Castro de Nossa Senhora da Guia, Baiões, São Pedro do Sul.
- Castro de Banho, São Pedro do Sul, São Pedro do Sul.
- Castro da Cárcoda, Carvalhais, São Pedro do Sul.
- Citânia da Longa, Longa, Tabuaço.
- Castro de Nandunfe, Nandufe, Tondela.
- Castro de Santa Luzia, Abraveses, Viseu.
- Castro em Paços de Vilharigues, Paços de Vilharigues, Vouzela.
- Castro do Cabeço do Couço, Campia, Vouzela.
- Cabeça do Castro, Mortágua.

Castro da Serra do Crasto, Vil de Soito, Viseu